# Фоли, Франсуа-Жак-Филипп
Франсуа-Жак-Филипп Фоли (фр. François Jacques Philippe Folie; 1833—1905) — бельгийский математик и астроном. 

## Биография
Учился в Льежском университете, от которого получил в 1855 году степень доктора физических и математических наук. Сначала репетитор в Горной школе в Льеже, впоследствии он стал профессором высшей геометрии, астрономии и геодезии в университете и в Горной школе. С 1880 года сперва заведовал сооружением астрономической обсерватории, затем стал её директором. В 1874 году Фоли избран в действительные члены Брюссельской академии наук.

## Публикации
Свою учёно-литературную деятельность он начал с 1865 года помещением в «Bulletin de l’Académie Royale des sciences, des lettres et des beaux-arts de Belgique» обширной статьи «Théorie nouvelle du mouvement d’un corps libre» (20-й, 1865, и 24-й, 1867). Более крупными из других его статей, появившихся в том же издании, были:
- «Théorie de la roue Poncelet» (26-й, 1868);
- «Théoremes de géométrie supérieure» (28-й, 1869, и 36-й, 1873);
- «Sur le calcul de la densité moyenne de la terre, d’apres les observations d’Airy» (33-й, 1872);
- «Histoire de l’astronomie en Belgique» (II, 1881);
- «Existence et grandeur de la précession et de la nutation diurne, dans l’hypothèse d’une terre solide» (III, 1882);
- «Determination de la constante de l’aberration, de la parallaxe de la polaire, de la vitesse, du systeme solaire et des constantes de la nutation diurne, au moyen des observations de la latitude de Gyldén et de Peters a Poulkova» (XXVI, 1893) и некоторые другие.

В «Nouveaux Mémoires de l’Académie Royale des sc., des lettres et des beaux arts de Belgique» (Брюссель) были помещены «Fondements d’une geometne supérieures cartésienne» (XXXIX, 1872); «Mémoire sur les courbes du troisième ordre» (XLIII, 1880). Статьи Фоли помещались ещё и в других периодических изданиях. Более крупными из этих статей были:
- «Tables des logarithmes, précis de trigon. etc.» («Mémoires de la Société Royale de Liège», I, 1866);
- «Nouvelle manière de présenter la théorie de la divisibilité des nombres» (там же, III, 1873);
- «Eléments d’une théorie des faisceaux» (там же, VII, 1878);
- «Manière de résoudre les problèmes de mécanique dans les quels on tient compte du frottement» («Ann. génie civil», VI; 1867);
- «Détermination des constantes de la nutation diurne et de la nutation bradléenne des aberrations annuelle et systématique au moyen des séries de la hauteur du pôle observées par Peters et par Gyldén à Poulkova» («Annuaire de l’observatoire royal de Belgique par F. Folie», LXI, 1894), «Expression complète et signification véritable de la nutation initiale. Démonstartion qui en résulte de la fluidité intérieure du globe» (там же, LX, 1893);
- «Sur le cycle eulérien» (там же, 1895);«Sur les termes du second ordre provenant de la combinaison de l’aberration et de la réfraction» («Comptes Rendus hebdomadaires des séances de l’Académie des sciences», CXVI, 1893).

Из отдельных изданий назовем: «Eléments d’une théorie des faisceaux» (Брюссель, 1878); «Douze tables pour le calcul des réductions stellaires» (там же, 1883). Кроме того, Фоли издал в свет несколько переводных сочинений по математике и математической физике.